# Dipsas temporalis
Dipsas temporalis – gatunek niejadowitego węża z rodziny połozowatych (Colubridae). Występuje na pacyficznym wybrzeżu Ameryki od Panamy do Ekwadoru. Prowadzi nocny tryb życia.

## Systematyka
Takson ten po raz pierwszy zgodnie z zasadami nazewnictwa binominalnego opisał w 1909 roku Franz Werner na łamach „Jahrbuch der Hamburgischen Wissenschaftlichen Anstalten”. Autor nadał gatunkowi nazwę Leptognathus temporalis. Jako miejsce typowe podał Esmeraldas w Ekwadorze. Holotyp (ZMH) odłowiony przez kapitana E. Krausego zaginął.

### Etymologia
- Dipsas: gr. ὀλίγος dipsas, διψαδος dipsados „jadowity wąż, którego ukąszenie wywołuje silne pragnienie”[6].
- temporalis: odnosi się do faktu, że u niektórych osobników tego gatunku tarczki skroniowe (ang. Temporals) stykają się z okiem[7][4].

## Morfologia
Jest to niewielki wąż o krótkiej brązowej górnej części głowy, spłaszczonym pysku, dosyć dużych wyłupiastych oczach o jasnobrązowych tęczówkach i czarnych źrenicach. Na głowie za skroniami białe plamki, na szyi biały niewielki kołnierz, który w górnej części głowy jest słabo zaznaczony. Ma jasnobrązowe ubarwienie z charakterystycznymi ciemnobrązowymi owalnymi plamami w liczbie od 26 do 39. Plamy te w przedniej części ciała są szersze i mogą tworzyć pierścienie, a w tylnej są węższe. Brzuch jest jasnobrązowy, ogon od dołu jednolicie brązowy. Gatunek ten jest najbardziej podobny do Dipsas gracilis.
Wymiary:
|                          | Samiec   | Samica   |
| Długość całkowita (mm)   | 697      | 645      |
| Długość SVL (mm)         | 447      | 416      |
| Długość TL (mm)          | 250      | 229      |
| Łuski grzbietowe (rzędy) | 15/15/15 | 15/15/15 |
| Tarczki brzuszne         | 188–210  | 183–203  |
| Tarczki podogonowe       | 118–129  | 110–134  |

## Występowanie
Dipsas temporalis występuje w wilgotnych lasach wzdłuż pacyficznego wybrzeża od środkowej Panamy na południe poprzez Kolumbię do północno-zachodniego Ekwadoru na wysokościach do około 1000 m n.p.m. W Ekwadorze występuje w prowincjach Esmeraldas i Pichincha.

## Ekologia i zachowanie
Gatunek ten występuje głównie w pierwotnych i umiarkowanie zniszczonych nizinnych lasach tropikalnych. Prowadzi nocny tryb życia. Żeruje w pierwszych godzinach nocnych na roślinności na wysokości do 4,5 m nad ziemią oraz na poziomie gruntu. W ciągu dnia znajdowano je zwinięte w ściółce z liści lub na niskich gałęziach na wysokości 1,2–3 m nad poziomem ziemi. Dieta tego gatunku nie jest znana, ale prawdopodobnie jak u innych gatunków rodzaju Dipsas składa się głównie ze ślimaków.

## Status
W Czerwonej księdze gatunków zagrożonych IUCN Dipsas temporalis jest klasyfikowany jako gatunek najmniejszej troski (LC, ang. Least Concern). Trend populacji nie jest określony.